# Mimastrella cognata
Mimastrella cognata är en sjöstjärneart som först beskrevs av Percy Sladen 1889.  Mimastrella cognata ingår i släktet Mimastrella och familjen kamsjöstjärnor. Inga underarter finns listade i Catalogue of Life.